# Frans Opper-Volta
Opper-Volta, ook wel Boven-Volta, (Frans: Haute-Volta) was van 1919 tot 1932 en van 1947 tot 1958 een Franse kolonie in West-Afrika. De ligging kwam overeen met het huidige Burkina Faso.
Tot het einde van de 19e eeuw werd het gebied gedomineerd door drie Mossikoninkrijken. De Mossi probeerden al sinds de 11e eeuw van West-Afrika een groot imperium te maken. Na de Conferentie van Berlijn (1885) werd hun territorium veroverd door de Fransen. Het werd een onderdeel van Frans-West-Afrika. Binnen die federatie van diverse kolonies werd op 1 maart 1919 de kolonie Opper-Volta opgericht uit gebied dat voorheen onderdeel was van de kolonies Opper-Senegal en Niger en Ivoorkust. Op 1 januari 1933 werd de kolonie opgeheven en werd het gebied verdeeld over de kolonies Ivoorkust, Frans-Soedan en Niger, maar op 4 september 1947 werd de kolonie hersteld. In 1958 werd de kolonie als de Republiek Opper-Volta een zelf-besturende kolonie binnen de Franse Communauté. De republiek werd in 1960 onafhankelijk en werd in 1984 hernoemd tot Burkina Faso.
De benaming Opper-Volta verwijst naar de bovenloop van de rivier de Volta. Deze rivier bestaat uit drie delen: de Zwarte Volta, de Witte Volta en de Rode Volta.